# Дитрих фон Геминген (1526 – 1587)
Дитрих фон Геминген (на немски: Dietrich von Gemmingen; * 12 юни 1526 в Гутенберг; † 2 януари 1587 във Филзек) е благородник от стария алемански рицарски род Геминген в Крайхгау в Баден-Вюртемберг, господар в Геминген, Филзек и Вайлерберг, директор на сдружението „Рицар-кантон в Крайхгау“.
Той е син на Волф фон Геминген († 1555) и съпругата му Анна Маршалк/Маршал фон Остхайм († 1569), дъщеря на Филип Маршалк/Маршал фон Остхайм и Анна Маргарета Ландшад фон Щайнах († 1511). Внук е на Плайкард фон Геминген († 1515) и Анна Кемерер фон Вормс-Далберг (1458 – 1503).
Дитрих отива в двора на Пфалц-Цвайбрюкен и става директор на „Рицарския кантон Крайхгау“.
През 1544 г. Дитрих и малолетният му брат Плайкард (1536 – 1594) наследяват Фюрфелд и Ешенау от бездетния им чичо Филип фон Геминген († 1544). Дитрих наследява Геминген от баща си. Братята разделят по-късно наследството и Дитрих получава Геминген с околностите. През 1573 г. той купува от Балтазар Мозер фон Филзек и Вайлерберг (1525 – 1595), кмет на Гьопинген, имението и дворец Филзек и Вайлерберг в Гьопинген, които наследниците му продават през 1596 г.
Дитрих фон Геминген е погребан в старата църква на Геминген. Неговата гробна плоча е запазена в градината на дворец унтершлос Геминген.

## Фамилия
Дитрих фон Геминген се жени на 15 февруари 1547 г. за Филипина фон Шварценбург († 7 декември 1554, Геминген), дъщеря на Йохан фон Шварценберг († 1547) и Маргерите д' Харокурт († сл. 1554). Те имат децата:
- Йохан (* 1549; † 1 май 1599), женен за Анна Хайдин фон Хоенбург († 1601)
- Волф Дитрих (* 9 март 1550; † 26 май 1595, Геминген), (фрайхер), женен на 27 август 1583 г. за фрайин Мария фон Геминген-Бюрг (* 1552; † 8 април 1609, Кюнцелзау), дъщеря на Еберхард фон Геминген-Бюрг († 1583) и Мария Грек фон Кохендорф († 1609)
- Еберхардт (1551 – 1612), женен за Мария фон Ангелох
- Розина (1552 – 1587)

Дитрих фон Геминген се жени втори път на 5 декември 1556 г. в Аделсхофен за Анна фон Найперг (* 1534; † 6 юли 1581, Филзек), дъщеря на Лудвиг фон Найперг († 1570) и Магдалена фон Хорнщайн († 14 юни 1574). Те имат децата:
- Агата фон Геминген (1566 – 1606), омъжена	1596 г. за Каспар фон Щетен, син на Еберхард фон Щетен (1527 – 1583) и Маргарета фон Лайен
- Филип Лудвиг (* 1557, умира млад)
- Анна Магдалена (* 1559), омъжена за Г. Кр. фон Фенинген
- Сибила (1560 – 1622)
- Мария (1561 – 1614)
- Анна Елизабета (* 1562), омъжена за Х. Гебхард фон Цилнхардт
- Ханс Плайкард (1563 – 1597)
- Доротея (1564 – 1597), омъжена за Рабан фон Либенщайн
- Лудвиг (* 1565), женен I. за Сибила фон Цандт, II. за Розина фон Геминген-Щайнег
- Агата (* 1566), омъжена за Каспар фон Щетен цу Кохерщетен
- Кристоф (1567 – 1608), женен за Катарина фон Ов († 1627)
- Филипа Якоба (* 1569), омъжена за Кр. фон Фенинген
- Катарина (1570 – 1597), омъжена за Георг Йост фон Фехенбах
- Йохан Фридрих (1571 – 1588)